# Петар Бракус
Петар Бракус (Сињ, 1930) српски је писац и психолог, рођен 1930. године. Дипломирао је на катедри за психологију на Филозофском факултету у Београду.
На основу његове драме је написан сценарио за филм Грозница љубави.

## Дела

### Романи
- Невеста за малог принца (роман)[3]
- Тишина колевке (роман)[4]
- Гвоздени прстен (роман)

### Драме
- Кашикара, или, Од бојке до бојке (драма)[5]
- Бела крв куле вавилонске[6]
- Три ратне другарице (драма)[7]
- Нобелове лисице:Одлука је моја (драме)[8]
- Од Јерусалима до Јужног Сибира (драма)[9]
- Иво Андрић:Књиге са посветом (драма)[10]
- Концерт месечара (драма)[11]
- Обнова процеса:Антидокументарна драма (драма)[12]
- Доушник (драма)[13]
- Испред затворених врата (драма)[14]
- Генерална проба (драма)[15]
- Млечни пут господина генерала (драма)[16]
- Човеково семе (драма)[17]
- Ђак генерације (драма)[18]
- Јужни Сибир:антидокументарна драма (драма)[19]